# Kamen Rider (phim truyền hình năm 1971)
Kamen Rider (仮面ライダー Kamen Raidā, "Masked Rider") là một bộ phim nói về đề tài tokusatsu siêu anh hùng Nhật Bản. Bộ phim là một sự thích nghi của  loạt phim truyền hình Kamen Rider, mặc dù có sự khác biệt nhiều giữa các bộ phim và chương trình ban đầu, tuy nhiên, do sự phụ thuộc chặt chẽ hơn về bản gốc Kamen Rider manga được sáng tác bởi Ishinomori Shotaro. Bộ phim được sản xuất bởi Ishimori Productions và Toei Company, công ty sản xuất hàng loạt phim truyền hình trước đó và bộ phim trong Kamen Rider nhượng quyền thương mại. Loạt phim được công chiếu trên đài MBS và NET từ ngày 3 tháng 4 năm 1971 đến ngày 10 tháng 12 năm 1973 kéo dài 98 tập. Đây là serie có số tập dài nhất trong Kamen Rider.
Nối tiếp bộ phim này là phần tiếp theo - Kamen Rider: The First. Bộ phim đã được công chiếu vào ngày 5 tháng 12 năm 2005, mặc dù có một vài buổi chiếu đầu xung quanh Tokyo trong hai tháng trước đó, bắt đầu từ ngày 23 tháng 10, tại Liên hoan phim Tokyo. Nó được phát hành vào Vùng 2 DVD ngày 21 tháng 4 năm 2006. Mỹ Anime nhà phân phối Media Blasters phát hành bộ phim có phụ đề chỉ vào khu vực 1 DVD vào 03 tháng 4 năm 2007, nhưng phiên bản này của bộ phim là không còn trong in ấn.

## Cốt truyện
Bộ phim diễn ra trong một thế giới bị ám ảnh bởi Shocker, một tổ chức bí ẩn khủng bố toàn thế giới được thành lập bởi các thành viên còn lại của Đức quốc xã. Để tiếp tục kế hoạch của mình cho sự thống trị thế giới, Shocker tìm kiếm tay sai cho mình thông qua những vụ bắt cóc, biến đổi nạn nhân của họ thành đột biến cyborg và cuối cùng là tẩy não họ. Tuy nhiên, một trong những nạn nhân tên là Takeshi Hongo trốn thoát ngay trước khi bị tẩy não. Với sự tỉnh táo của mình và lương tâm đạo đức còn nguyên vẹn, Hongo chiến đấu với tay sai Shocker như một chiến binh theo chủ đề châu chấu (改造人間Kaizo Ningen ) - siêu anh hùng Kamen Rider. Một nạn nhân của quá trình biến đổi, nhiếp ảnh gia tự do Hayato Ichimonji, trở thành Kamen Rider 2 sau Kamen Rider, người đổi tên mình là "Kamen Rider 1", cứu ông từ việc tẩy não của Shocker. Sự hỗ trợ của quản lý đội xe đua Tobei Tachibana và nhân viên FBI Kazuya Taki, Kamen Riders đã chiến đấu trong cả solo và hợp tác nhiệm vụ chống lại Shocker và tổ chức kế nhiệm của nó, Gel-Shocker.

## Nhân vật

### Riders
| Kamen Rider 1 | Takeshi Hongo    |
| Kamen Rider 2 | Hayato Ichimonji |

- Takeshi Hongo / Kamen Rider 1 (本郷 猛／仮面ライダー1号 (Bản Hương Mạnh) Hongō Takeshi / Kamen Raidā Ichigō?, 1-13, 40-41, 49, 51, Kamen Rider vs. Shocker, 52-68, Kamen Rider vs. Ambassador Hell & 69-98) : Nhân vật chính của phim. Là một sinh viên thần đồng ngành hoá sinh tại trường Đại học Jōnan. Sinh ngày 15/08/1948, Takeshi là một chàng trai trẻ có chỉ số IQ bất thường 600 cũng như năng lực thể chất đáng kinh ngạc thu hút sự chú ý của tổ chức bí mật Shocker và bị biến thành một cyborg. Trước khi bị tẩy não anh đã được Professor Midorikawa giúp đỡ và trốn thoát. Anh cũng là thành viên đua xe máy như một phần của Tachibana Racing Club.

Khi bắt gặp quái vật, anh intones: Rider... Henshin! (ライダー・・・変身！ Raidā... Henshin!)
- Hayato Ichimonji / Kamen Rider 2 (一文字 隼人／仮面ライダー2号 (Nhất Văn Tự Chuẩn Nhân) Ichimonji Hayato / Kamen Raidā Nigō?, 14-51, Kamen Rider vs. Shocker, 52, 72-73, 93-94 & 98) : Nhân vật chính thứ. Một nhiếp ảnh gia tự do sinh ngày 10/10/1949, người trở thành Kamen Rider 2 sau khi Hongo cứu anh từ tay Shocker trước khi bị tẩy não để trở thành công cụ của Shocker chống lại Kamen Rider 1.

Khi bắt gặp quái vật, anh intones: Henshin! (変身！ Henshin!)

### Đồng minh
- Tōbei Tachibana (立花 藤兵衛 Tachibana Tōbee?, 1-51, Kamen Rider vs. Shocker, 52-68, Kamen Rider vs. Ambassador Hell & 69-98) : người cố vấn và tri kỷ của Hongo. Ông thường được gọi là "Oyassan" bởi các thành viên khác trong câu lạc bộ đua xe của mình. Ông điều hành một quán cà phê nhỏ mang tên Snack Amigo nơi Hongo và các thành viên khác của câu lạc bộ đua xe hoạt động, và nhân viên của ông thỉnh thoảng hỗ trợ Hongo trong việc chống lại kế hoạch của Shocker. Tại cùng thời điểm Hongo khởi hành, ông mở một cửa hàng hàng xe máy tên là Tachibana Auto Corner và thiết lập các Tachibana Racing Club.
- Kazuya Taki (滝 和也 Taki Kazuya?, 11, 13-19, 21-51, Kamen Rider vs. Shocker, 52-68, Kamen Rider vs. Ambassador Hell, 69-82 & 84-98) : Một FBI được phân công điều tra các hoạt động của Shocker tại Nhật Bản. Không phải là một cyborg, nhưng Taki rất giỏi võ thuật, và thường sử dụng chúng để cùng với Kamen Riders chiến đấu với những người lính luôn đi kèm với các tay sai của Shocker. Cuối phim anh đã được mọi người đến tiễn tại sân bay khi anh đến Mỹ.
- Hiroshi Midorikawa / giáo sư Midorikawa (緑川 弘／緑川博士 Midorikawa Hiroshi / Midorikawa Hakase?, 1) : giáo viên của Hongo trong trường đại học và là một chuyên gia về hóa sinh. Ông là một nhà khoa học bị Shocker bắt cóc để phục vụ cho quá trình biến đổi con người thành cyborg của chúng nhưng ông đã giải cứu Hongo trước khi anh bị tẩy não và đã bị giết bởi Spider Man, một tay sai của Shocker.
- Ruriko Midorikawa (緑川 ルリ子 Midorikawa Ruriko?, 1-13) : Là con gái của giáo sư Midorikawa, cô ban đầu đổ lỗi cho Hongo cho cái chết của cha cô, nhưng cuối cùng biết sự thật và trở thành đồng minh của anh. Trong tập 14 tiết lộ rằng cô tham gia vào cuộc tìm kiếm của Hongo để đánh bại các hoạt động của Shocker ở châu Âu.
- Hiromi Nohara (野原 ひろみ Nohara Hiromi?, 1-2, 4-25 & 34) : đồng môn của Ruriko, người hoạt động như một cô hầu bàn tại Amigo. Cô cùng với những người khác hỗ trợ Hongo trong trận chiến với Shocker. Ngay cả sau khi Hongo và Ruriko rời đi, cô vẫn ở lại Tachibana Racing Club và hỗ trợ Ichimonji.
- Shiro (史郎 Shirō?, 2 & 4-15) : Một waiter và bartender tại Amigo. Một chàng trai yếu đuối nhưng tốt bụng, anh đã cho Hongo một nơi để nghỉ ngơi. Anh ta biến mất sau khi tham gia vào việc mở Tachibana Auto Corner và Tachibana Racing Club.
- Rider Girls (ライダーガールズ Raida Gāruzu?) : Nữ thành viên của Tachibana Racing Club, người giúp đỡ các Kamen Riders.
  - Yuri Ishikura / Yuri (石倉 ユリ／ユリ Ishikura Yuri / Yuri?, 14-51, Kamen Rider vs. Shocker, 52-59, 61-64, 66, 67, Kamen Rider vs. Ambassador Hell & 69-98) : bạn Hiromi, là một chuyên gia karate và là cô gái tham gia lâu nhất mặc dù không có nhiều kinh nghiệm lái xe. Tự nhận mình là một trợ lý về thư từ. Lúc đầu, cô ấy là một phụ nữ với giọng điệu nhẹ nhàng như những cô gái khác nhưng sau đó cô ấy hỗ trợ trong trận chiến của các riders cùng với Taki và Tōbei với tư cách là thủ lĩnh của Rider Girls.
  - Mari (マリ Mari?, 14-25 & 29-38) : bạn Hiromi, là người có kinh nghiệm trong đấu kiếm và không có nhiều kinh nghiệm lái xe. Cô tham gia trận chiến để cái thiện khả năng của mình. Cô cảm thấy tò mò và nhiệt tình hỏi nhiếp ảnh gia Ichimonji rằng cô có thể trở thành người mẫu ảnh của anh hay không?
  - Michi (ミチ Michi?, 14-18, 20, 21 & 24-25) : bạn Hiromi, là một tay đua nhỏ có kinh nghiệm với xe máy 90cc. Cô là một cô gái nam tính và là một chuyên gia aikido.
  - Emi (エミ Emi?, 40-51, Kamen Rider vs. Shocker, 52-66, 68 & Kamen Rider vs. Ambassador Hell) : Trợ lý của Hongo trong cuộc chiến chống Shocker ở Switzerland, cô và Mika đã cùng anh tham gia trận chiến với Shocker khi trở về Nhật Bản. Là người có kinh nghiệm trong Cryptanalysis và aikido.
  - Mika (ミカ Mika?, 40-51, Kamen Rider vs. Shocker & 52) : Trợ lý của Hongo trong cuộc chiến chống Shocker ở Switzerland, cô và Emi đã cùng anh tham gia trận chiến với Shocker khi trở về Nhật Bản. Là người rất giỏi bói toán với dùng Shuriken.
  - Tokko (トッコ Tokko?, 53-68, Kamen Rider vs. Ambassador Hell & 69) : Cô ấy là người phụ trách nấu ăn trong Tachibana Racing Club. Cô gặp Hongo và những người bạn của anh lần đầu tiên khi bị tấn công bởi Jaguar Man tại Tama Zoological Park và sau khi được cứu, cô đã tham gia và giúp đỡ Tachibana Racing Club. Cô có một giác quan nhạy bén.
  - Yokko (ヨッコ Yokko?, 70-98) : Cô luôn xuất hiện cùng với hoa loa kèn. Sau khi Boy Kamen Rider Corps được thành lập, cô chịu trách nhiệm về thông tin liên lạc và việc điều hành nhóm cùng với Choko.
  - Choko (チョコ Choko?, 70-98) : Cô luôn xuất hiện cùng với hoa loa kèn. Cô ấy là một người vô tư và một cô gái thích ăn Chocolate. Trong khi đang ăn cô vẫn luôn nói "Tôi thích sô cô la" khiến mọi người không khỏi ngạc nhiên. Sau khi Boy Kamen Rider Corps được thành lập, cô chịu trách nhiệm về thông tin liên lạc và việc điều hành nhóm cùng với Yokko.
- Goro Ishikura (石倉 五郎 Ishikura Gorō?, 14-62 & 65) : em trai của Yuri, thường hay lui tới Tachibana Racing Club, rất thần tượng các Kamen Riders. Bố mẹ của cậu đều đã mất. âju thường tham gia vào trận chiến cùng với những người lớn khác bằng cách cung cấp thông tin. Là một cậu bé nghịch ngợm, nhưng lại là một người có tài, thi đua vào top đầu của lớp.
- Rider Squad (ライダー隊 Raidā Tai?) : Một tổ chức trên toàn quốc, với Tōbei là chủ tịch và Taki là người lãnh đạo, đó là sáng tác của các chàng trai và cô gái của Tachibana Racing Club trong tập 74.
  - Naoki & Mitsuru (ナオキ&ミツル Naoki & Mitsuru?, 62-64, 68-70 & 72-98) : hai người bạn của Goro và là hai thành viên tham gia Tachibana Racing Club muộn nhất với sự giới thiệu của Goro. Họ thường xuyên hành động cùng nhau và luôn giúp đỡ, phục vụ các thành viên khác. Chị gái của Mitsuru xuất hiện trong tập 87. Sau khi thành lập Boy Kamen Rider Corps họ đóng vai trò thủ lĩnh của nhóm và hoàn thành vai trò của mình cho đến trận chiến cuối cùng với Gel-Shocker.

## Shocker
Shocker (ショッカー Shokkā, 1-51, Kamen Rider vs. Shocker, 52-68, Kamen Rider vs. Ambassador Hell, 69-80) là một tổ chức khủng bố được thành lập bởi Đức quốc xã cũ. Tên của nó là viết tắt của " Sacred Hegemony Of Cycle Kindred Evolutional Realm", theo tiết lộ trong khi khởi động lại phim. Mục tiêu của Shocker là chinh phục thế giới. Để hoàn thành mục tiêu này, các nhà khoa học của họ biến con người thành đột biến cyborgs bằng cách phẫu thuật thay đổi DNA với động vật. Hầu như tất cả các thành viên của nó được sửa đổi bằng một cách nào đó. Các manga gốc cho thấy Shocker có ảnh hưởng đối với các chính phủ trên thế giới. Thành viên sáng lập của nó có mối quan hệ với Đức quốc xã, Illuminati và Kamen Rider Spirits manga làm tài liệu tham khảo để hỗ trợ nhóm bởi Badan Empire. Tàn nhẫn và độc ác, Shocker thường sẽ bắt cóc các nhà khoa học nổi bật và buộc họ phải làm việc cho tổ chức, sau đó giết họ khi tính hữu dụng của họ đã hết, hoặc nếu họ cố gắng trốn thoát. Quyết định bắt cóc và sửa đổi sinh viên đại học Takeshi Hongo được chứng minh là hoàn tác của họ. Ông được dự định là một chiến binh cyborg Shocker mạnh mẽ, một dạng lai châu chấu-con người, nhưng đã trốn thoát và chống trả ngược lại chúng như Kamen Rider 1. Một nỗ lực sau đó để tạo ra chiến binh thứ hai, mạnh hơn Kamen Rider phản tác dụng khi nạn nhân Hayato Ichimonji, được giải cứu bởi Rider ban đầu trước khi bị tẩy não. Ichimonji tham gia Hongo như Kamen Rider 2. Cặp 2 người họ được gọi là Double Riders, đặt dấu chấm hết cho Shocker, và sau đó là tàn dư của nó, người thành lập Gel-Shocker sau thất bại đầu tiên của họ.
Trong Kamen Rider Decade xuất hiện một tổ chức biến thể của Shocker là Dai-Shocker dự định tập hợp tất cả các tổ chức tội ác trên khắp thế giới, lợi dụng sức mạnh của Decade tiêu diệt toàn bộ Rider và thống trị thế giới. Nhưng kế hoạch của chúng thất bại và bị tiêu diệt trong movie Kamen Rider Decade: All Riders vs. Dai-Shocker. Sau đó, những thành phần còn sót lại tập hợp để hình thành một tổ chức mới Super-Shocker nhằm tiếp tục hoàn thành mục tiêu thống trị thế giới của mình.
Trong OOO, Den-O, All Riders: Let's go Kamen Riders, Shocker, mặc dù với một thành viên và lãnh đạo bao gồm các thành viên Gel-Shocker từ bộ phim truyền hình ban đầu, thu được một Huy chương Core và biến đổi nó thành Huân chương Shocker. Mặc dù họ ban đầu không thể sử dụng nó, nhưng sự xuất hiện của Greed Ankh trong thời gian đó cho phép tổ chức có được một trong những huy chương thoại di động của mình và tạo ra các Shocker Greed. Thay đổi thời gian để Shocker có thể đánh bại Double Riders và quản lý để chinh phục Nhật Bản và cuối cùng là toàn thế giới, thiết lập một liên minh với rất nhiều các tổ chức khác xuất hiện sau khi Shocker bị tiêu diệt trong quá khứ.
Nhưng theo tiết lộ trong Kamen Rider OOO trở đi, có một số thành viên còn lại của tổ chức Shocker, thậm chí từ Badan Empire người bỏ trốn để thu thập dữ liệu của trận Kamen Riders chống lại một số kaijins tương ứng của họ trong nhiều năm. Nhưng trong các sự kiện của Super Hero Taisen GP: Kamen Rider 3, các nhà khoa học còn lại Shocker đã tạo ra một cỗ máy thay đổi lịch sử Modification mà họ sử dụng để gửi một cyborg dời thời gian gọi là Kamen Rider 3 trở về quá khứ để tiêu diệt Double Riders do sự thất bại của Gel-Shocker, tạo ra một mốc thời gian mới, nơi Shocker cai trị thế giới với một số Kamen Riders làm tay sai cho chúng. May mắn thay, sự tàn phá rõ ràng của cỗ máy thay đổi lịch sử Modification phục hồi lại dòng thời gian (với ngoại lệ của Go Shijima / Kamen Rider Mach người đã bị giết bởi Cheetahkatatsumuri), chỉ để được phát hiện ra trong các sự kiện của D-Video Special: Kamen Rider 4 rằng Shocker bí mật sử dụng nó để tạo ra các vòng lặp thời gian và làm thay đổi thời gian một lần nữa, cho phép tạo ra Kamen Rider 4, cũng như revalation rằng họ đã nhắm mục tiêu Takumi Inui, do mong muốn hy sinh để đảm bảo rằng không có ai chết giống như những gì đã xảy đến với một đồng minh cũ của mình dẫn đến tạo ra một vòng lặp. Takumi quay trở lại để tiêu diệt cỗ máy, nhưng Lãnh tụ vĩ đại của Shocker xuất hiện với một diện mạo giống với Takumi để cản trở. Cuối cùng nhờ nỗ lực, Takumi vẫn phá hủy được cỗ máy và biến mất cùng với thời gian sửa đổi, phục hồi lại dòng thời gian ban đầu của nó một lần nữa. Mặc dù hầu hết các đồng minh của ông không có nguồn gốc từ phim truyền hình Kamen Rider 555 như Kamen Rider Drive và thậm chí Yuto Sakurai - Kamen Rider Zeronos trong Kamen Rider Den-O cũng không nhớ họ đã từng gặp Takumi, chỉ có một số bạn bè cũ của Takumi từ phim truyền hình Kamen Rider 555, trong đó có Naoya Kaido vẫn còn nhớ Takumi.
Trong bộ phim Kamen Rider 1 , có một cuộc nội chiến giữa Shocker gốc và một tổ chức mới được thành lập gọi là Nova-Shocker trong nỗ lực để bắt cóc Mayu, cháu gái Tobei Tachibana, và nhả Alexander Đại đế Gamma Eyecon từ cơ thể của mình, để có được sức mạnh của nó. Như tất cả các phần Shocker Đại sứ địa ngục hồi sinh đã bị tiêu diệt hoàn toàn, chỉ để lại chính mình, và cũng có thể sau khi ông chứng kiến cách nguy hiểm mà Alexander Gamma Eyecon đã làm cho liên minh Kamen Rider Ghost, Spectre và Kamen Rider 1 Power Up sinh ra mâu thuẫn.

### Lãnh tụ vĩ đại của Shocker
Shocker Leader (ショッカー首領 Shokkā Shuryō) : Người cai trị cao nhất của tổ chức và nhân vật phản diện chính của bộ phim. Ông xuất hiện lần đầu tiên trong đoạn băng video ngắn thể hiện trong tập 34, mặc dù sự xuất hiện của ông có được chủ yếu là ẩn bởi bóng tối. Ông nói với các môn đệ qua loa trên biểu tượng Shocker trong nhiều tiền đồn. Great Leader of Shocker là một sinh mệnh tàn nhẫn, người không cảm thấy ghê tởm việc hy sinh tay sai của mình trong những khoảnh khắc của cuộc khủng hoảng hay thất bại. Ông ở trong các hình dạng khác nhau của loạt phim, đầu tiên là một gorgon đầu rắn trong bộ áo choàng màu đỏ thẫm và hai lớp mặt nạ trong loạt gốc, thứ hai là một sinh vật hình bộ xương gọi là Great Leader of Destron (デストロン首領 Desutoron Shuryō) trong Kamen Rider V3, thứ ba là một con nhện với khuôn mặt là sọ người gọi là Great Leader of Black Satan (ブラックサタン大首領 Burakku Satan Dai Shuryō) và hình dạng người đá khổng lồ gọi là Great Leader of Delza Army (デルザー軍団大首領 Deruzā Gundan Dai Shuryō) trong Kamen Rider Stronger, tiếp đến là hình dạng con rồng đất khổng lồ có cánh gọi là Great Leader of Neo-Shocker (ネオショッカー大首領 Neo Shokkā Dai Shuryō) trong Kamen Rider (Skyrider), sau đó là hình dạng đầu lâu khổng lồ gọi là The Generalissimo of Badan (バダン総統 Badan Sōtō) trong Birth of the 10th! Kamen Riders All Together!! có thể biến đổi thành một con khủng long bạo chúa khổng lồ gọi là Gaikotsu Kyoryu (骸骨恐竜 Gaikotsu Kyōryū) trong Heisei Rider vs. Shōwa Rider: Kamen Rider Taisen feat. Super Sentai và hình dạng thật cuối cùng gọi là Rock Great Leader (岩石大首領 Ganseki Dai Shuryō) trong OOO, Den-O, All Riders: Let's Go Kamen Riders.

### Shocker General (Japan branch)
- Oberst Zol / Werewolf (ゾル大佐／狼男 Zoru-Taisa / Okami Otoko?, 26-39 & Kamen Rider vs. Shocker) (a.k.a Golden Wolfman (黄金狼男 Ogon Okami Otoko?) ): Vị tướng đầu tiên của Shocker tới từ chi nhánh Shocker tại Trung Đông, hình dạng thật của ông là một con wolf. Đại tá Zol cũng là một chuyên gia ngụy trang, có khả năng bắt chước sự xuất hiện của Taki gần như hoàn hảo chỉ sử dụng trong trận ra mắt. Dấu ấn cá nhân của ông mặc bởi những người lính tiền đồn Shocker riêng của ông và sử dụng trong thư chính thức của ông là biểu tượng Shocker, nhưng với người đứng đầu như ông thay thế bằng một con sói. Ông phải đối mặt Kamen Rider 2 trong tập 39 và sau một cuộc chiến dài bị lật đổ khỏi một vách đá bởi Rider Punch của Kamen Rider 2 đã phá hủy hắn. Golden Werewolf một thời gian ngắn xuất hiện trong Kamen Rider vs Shocker giữa các thành viên của quân đội quái vật phục sinh. Trong Kamen Rider V3 tập 27, Đại tá Zol được sống lại cùng với 3 chỉ huy Shocker và Gel-Shocker tuyệt vời khác từ bộ phim truyền hình gốc bởi Destron. Ông nhắm mục đích trở thành một chỉ huy Destron thay thế bác sĩ G. Tuy nhiên, trong tập 28, sau khi Kamen Rider V3 trốn khỏi cơ sở Destron, một chuỗi sự tự hủy diệt đã được kích hoạt, và Đại tá Zol đã không thể trốn thoát, chết một lần nữa với nó. Trong manga Kamen Rider Spirits, ông được hồi sinh với chỉ huy Shocker khác như một con tốt vô hồn của Badan Empire.
- Doctor Death / Ikadevil (死神博士／イカデビル Shinigami-hakase / Ikadebiru?, 40-51, Kamen Rider vs. Shocker, 52, 61, 63 & 68) : Vị tướng thứ hai của Shocker tới từ chi nhánh Shocker tại Thụy Sĩ, ông đã tiếp nhận lệnh của Nhật Bản sau cái chết của Zol cho đến khi Đại sứ địa ngục xuất hiện. Tuy nhiên, ông trở về Nhật Bản trong tập 61, làm việc cùng với Đại sứ địa ngục và cũng có các kế hoạch riêng của mình. Tiến sĩ Shinigami là một người có hành vi lạnh lùng và tính toán. Trong tập 68, ông bắt Tobei để giúp đào tạo anh ta cho trận đấu với Kamen Rider 1, nhưng điều đó chỉ dẫn đến Tobei tìm hiểu về sự yếu đuối của mình. Vứt bỏ áo choàng của ông khi ông phải đối mặt với Hongo lần cuối cùng, biến đổi thành hình dạng thật của mình là một con squid để chiến đấu với Rider 1 bằng roi xúc tu của mình, trong khi Ichimonji đã bị phân tán ra bởi các Shocker Combatmen. Với sự hướng dẫn của Tobei, Kamen Rider 1 quản lý để chế ngự Ikadevil và làm suy yếu anh ta với một Rider Chop trước khi gửi Ikadevil đến cái chết bằng cú Rider Tailspin Shoot của mình. Ikadevil cố gắng tăng một lần nữa, chỉ để rơi xuống và phát nổ. Tiến sĩ Shinigami được hồi sinh bởi Destron trong Kamen Rider V3 tập 27, và suy đoán về việc ông đã được đưa trở lại để thay thế bác sĩ G, chỉ biết rằng ông đã có một hoạt động mới. Ngay sau đó, trong tập 28, ông qua đời khi cơ sở của Destron vô tình tự destructed. Ông được hồi sinh như một con tốt vô hồn của Badan Empire cùng với Đại tá Zol và Đại sứ địa ngục trong manga Kamen Rider Spirits.
- Ambassador Hell / Garagaranda (地獄大使／ガラガランダ Jigoku-Taishi / Garagaranda?, 53-62, 64-67, Kamen Rider vs. Ambassador Hell & 69-79): Vị tướng cuối cùng của Shocker tới từ chi nhánh Shocker tại bờ Tây Hoa Kỳ, ông nắm quyền chỉ huy của tổ chức tại Nhật Bản. Tên thật của ông là Damon (ダモン) theo manga Kamen Rider Spirits. Sứ giả Địa ngục sử dụng một roi điện và một móng vuốt sắt như vũ khí của mình. Trong tập 79, sau khi chụp hình bạn bè của Riders, ông gọi Hongo ra. Hình dạng thật của ông là một con cobra, có khả năng đào hang dưới lòng đất và sử dụng cánh tay roi của mình như là một vũ khí. Kamen Rider 1 chiến đấu Garagaranda khi Taki giải phóng Tobei, quản lý và những người khác, sử dụng Rider Kick của mình về phía con quái vật. Quay trở lại chế độ bình thường của mình, Đại sứ địa ngục nguyền rủa Riders và hét lên để kiên trì Shocker trước khi ông qua đời và phát nổ. Sau đó, Lãnh tụ vĩ đại đã phá hủy Shocker gốc. Mặc dù thất bại của mình, Đại sứ địa ngục được hồi sinh bởi Destron trong Kamen Rider V3 tập 27. Trong tập 28, hành vi lén lút của ông đã kết thúc dẫn đến việc V3 trốn thoát khỏi căn cứ Destron. Ngay sau đó, Đại sứ địa ngục trở về căn cứ, chỉ để chết trong sự tự hủy diệt của nó. Đại sứ địa ngục trở về trong manga Kamen Rider Spirits, làm việc cho Badan Empire. Nhưng sự khác biệt của ông với các thành viên hồi sinh khác là ông đã có ý thức riêng của mình, nó được tiết lộ rằng Silver Skull sử dụng để hồi sinh nó có khả năng mang lại những kỷ niệm người chết. Trong Birth of the 10th! Kamen Riders All Together!! , Ambassador Darkness, Đại sứ bóng tối, anh em họ trẻ của Đại sứ địa ngục, xuất hiện như một nhà lãnh đạo Badan Empire.

International Branch Commanders
- Mohammed (モハメッド Mohameddo?, 67): lãnh đạo Shocker tại Ma Rốc.
- Humphrey (ハンフリー Hanfurī?, 67): lãnh đạo Shocker tại Gibraltar.
- Yang (ヤン Yan?, 67): lãnh đạo Shocker tại Singapore.
- Chang Fou Ti (チャン・フォーティ Chan Fō Ti?, 67): lãnh đạo Shocker tại Hồng Kông.

Lower Commanders
- Dr.Heinrich (ハインリッヒ博士 Hainrihhi Hakase?, 6-7)
- Ritsuko Ayanokoji (綾小路律子 Ayanokōji Ritsuko?, 10)
- Maya (マヤ Maya?, 16-17)
- Hurricane Joe (ハリケーンジョー Harikēn Jō?, 16-17)

### Another
- Shocker Combatant (ショッカー戦闘員 Shokkā Sentōin?): những người lính mặc đồng phục màu đen, một trong số đó có những mảng xương trên mặt nạ của họ. Họ thường dễ dàng bị đánh bại bởi các Riders, thậm chí bình thường không cần phải biến đổi. Khẩu hiệu của họ là một tiếng hét "Yee!" ở mức cao độ.
- Shocker Kaijin (ショッカー怪人 Shokkā Kaijin?): là những con quái vật Shocker gây hại cho con người trong Kamen Rider (1971) và là những kẻ thù mà Kamen Rider 1, sau này cùng với Kamen Rider 2, thường xuyên tiêu diệt.
- Big Machine (ビッグマシン Biggu Mashin?, Kamen Rider × Super Sentai: Super Hero Taisen): Một nhân vật chỉ xuất hiện trong manga Kamen Rider gốc của Ishinomori. Big Machine là người chỉ huy cao nhất Shocker và nhân vật phản diện chính trong manga. Ông cũng có vẻ được gọi là "Lãnh tụ Vĩ đại" bởi một số các thành viên Shocker thứ hạng thấp hơn. Ông có một cơ thể hoàn toàn cơ giới hóa và là người đứng đằng sau "Dự án Tháng Mười" của Shocker, mà liên quan đến việc sử dụng một máy tính siêu việt để tẩy não người dân Nhật Bản. Anh ấy có khả năng phù hợp với các Riders trong chiến đấu và khởi động các cuộc tấn công mà phá vỡ thiết bị điện tử, bao gồm Rider 1 và cơ thể của Rider 2. Thiết kế cơ thể của mình là cơ sở của thiết kế Đại sứ địa ngục trong các chương trình truyền hình, mặc dù nó đã được thay đổi để cho phép một khuôn mặt con người, và không giống như Big Machine, Đại sứ địa ngục đã được giữ một nhân vật riêng biệt từ Lãnh đạo Shocker. Trong Kamen Rider × Super Sentai: Super Hero Taisen, Big Machine được reimagined như một dự án của Shocker / Zangyack Alliance để tạo ra một robot khổng lồ từ Space Empire Zangyack.
- Shocker Rider (ショッカーライダー Shokkā Raidā?): là những cyborg bị tẩy não bởi Shocker để chống lại Kamen Rider xuất hiện trong manga Kamen Rider Spirits. Số lượng thực trong manga là 12 thay vì 6 do Gel-Shocker tạo ra. Trong tập 15 của chương trình truyền hình, Hayato đã có một đoạn hồi tưởng ngắn về việc anh bị Shocker bắt giữ. Một bác sĩ phẫu thuật của Shocker nói với anh rằng anh sẽ trở thành một cyborg để chiến đấu chống lại Kamen Rider và được gọi là Shocker Rider. Sau đó, Hayato đã đề cập rằng anh ta đã được Kamen Rider 1 cứu, nhưng hoàn cảnh cụ thể của sự kiện đó không rõ ràng.

| Shocker Rider 1  | Shocker Rider 1  |
| Shocker Rider 2  | Shocker Rider 2  |
| Shocker Rider 3  | Shocker Rider 3  |
| Shocker Rider 4  | Shocker Rider 4  |
| Shocker Rider 5  | Shocker Rider 5  |
| Shocker Rider 6  | Shocker Rider 6  |
| Shocker Rider 7  | Shocker Rider 7  |
| Shocker Rider 8  | Shocker Rider 8  |
| Shocker Rider 9  | Shocker Rider 9  |
| Shocker Rider 10 | Shocker Rider 10 |
| Shocker Rider 11 | Shocker Rider 11 |
| Shocker Rider 12 | Hayato Ichimonji |

## Gel-Shocker
Gel-Shocker (ゲルショッカー Geru-Shokkā, 80-98) là tổ chức được thành lập sau sự thất bại của Shocker, với những tàn dư của tổ chức thu nạp thêm tổ chức Geldam (ゲルダム団 Gerudamu-dan) có trụ sở tại châu Phi. Tên của nó là viết tắt của Geldam-Shocker. Sau thất bại của Đại sứ Hell, Lãnh tụ vĩ đại của Shocker tổ chức lại từ đầu, phá hủy tất cả các căn cứ bí mật còn lại và thậm chí thanh lý đội ngũ quân lính còn lại không còn phù hợp với kế hoạch, tạo ra một vụ thảm sát đẫm máu những người lính cố gắng trốn thoát trong rừng trước sự chứng kiến của một số người cắm trại không may nhìn thấy hét lên nhờ sự cứu giúp, chúng uy hiếp những người này phải đưa chúng tới chỗ Kamen Rider nhưng cuối cùng bị giết bởi Ganikomol.

### Lãnh tụ vĩ đại của Gel-Shocker
Gel-Shocker Leader (ゲルショッカー首領 Geru-Shokkā Shuryō): hắn thực chất chính là Lãnh tụ vĩ đại của Shocker. Sau thất bại của Shocker, hắn thu nạp thêm tổ chức Geldam hình thành nên tổ chức mới tên là Gel-Shocker và được gọi là Great Leader of Gel-Shocker.

### Gel-Shocker general
- General Black / Hiruchameleon (ブラック将軍／ヒルカメレオン Burakku-shōgun / Hirukamereon?, 80-98):  một chỉ huy có nguồn gốc từ Geldam. Hình dạng thật của Tổng đen là một con chameleon kết hợp với một con leech, người có khả năng hút máu của con người, mà sau này được sử dụng để khôi phục Gel-Shocker Kaijin sau khi đã bị đánh bại bởi Double Riders, ném đỉa mà gây ra sát thương cho mục tiêu của mình và biến mình vô hình. Sau đó, ông đã chiến đấu với Double Riders bằng một chiếc tàu lượn và đã bị đánh bại bởi Double Rider Chop của họ trong khi quay vô hình. Suy yếu, ông quay trở về hình dạng con người của mình và nguyền rủa Double Riders trước khi nổ tung. Cuối cùng, Tổng Đen đã được hồi sinh và làm việc cho Destron trong một hoạt động quan trọng, nhưng cuối cùng lại chết trong sự tự hủy diệt của một cơ sở Destron. Tổng đen trở lại như một con tốt vô hồn của Đế quốc Badan trong manga Kamen Rider Spirits, nhưng ông đã bị đánh bại bởi Double Rider Kick thực hiện bởi Kamen Riders 2 và ZX.
- Doctor D (ディー博士 Dī Hakase?, 97 & Ninninger vs. Drive): nhà khoa học của Gel-Shocker, người đã chỉ ra điểm yếu của Kamen Rider 1. Sau đó ông được tiết lộ đã sống sót sau sự hủy diệt của Gel-Shocker và trốn vào nơi anh thực hiện một nghiên cứu để thao túng lịch sử cho đến khi chết trong một tai nạn tại phòng thí nghiệm.

### Shocker Rider
Shocker Rider (ショッカーライダー Shokkā Raidā, 91-94): là những phiên bản Kamen Rider của Gel-Shocker bao gồm sáu thành viên với găng tay, ủng màu vàng và những chiếc khăn màu khác nhau. Khái niệm Shocker Rider ban đầu xuất hiện trong manga của Shotaro Ishinomori, trong đó có 12 người, và ngoại hình giống hệt Kamen Rider 2. Bản thân Hayato Ichimonji là một trong số họ, Shocker Rider 12. Anh ta đã lấy lại được ký ức sau khi chiến đấu với Kamen Rider 1, trở thành Kamen Rider 2, trong khi các Shocker Rider ban đầu dường như đã chết. Trong chương trình truyền hình, tập 15, Hayato Ichimonji đã chứng minh Shocker Rider là nỗ lực đầu tiên của Shocker để xây dựng một cyborg mới giống Rider để chiến đấu, nhưng anh đã được Kamen Rider 1 cứu.
Các Shocker Rider được Gel-Shocker sử dụng trong TV seri, ngoài khả năng tiêu chuẩn của Kamen Rider 1, còn có lưỡi kiếm có thể thu vào chân, cũng có thể được gỡ bỏ và sử dụng làm vũ khí cầm tay và các bệ phóng tên lửa siêu nhỏ cài đặt trong ngón tay của họ. Tất cả đều bị tiêu diệt cùng với các Shocker Rider khác do bị đâm vào nhau khi họ cố gắng tấn công Double Rider giữa không trung sau khi Rider 1 & 2 thực hiện Rider Wheel.
| Shocker Rider 1 | Shocker Rider 1 |
| Shocker Rider 2 | Shocker Rider 2 |
| Shocker Rider 3 | Shocker Rider 3 |
| Shocker Rider 4 | Shocker Rider 4 |
| Shocker Rider 5 | Shocker Rider 5 |
| Shocker Rider 6 | Shocker Rider 6 |

- Shocker Rider 1 (ショッカーライー1 Shokkā Raidā Ichigō?, 91-94): là Shocker Rider đầu tiên. Anh ấy có một chiếc khăn màu vàng. Shocker Rider 1 xuất hiện ở cuối tập 91 và ngay sau đó chiến đấu bên cạnh Haetoribachi và đánh bại Kamen Rider 1, người sau đó biến mất trên biển cùng với Haetoribachi. Anh ta cố gắng thay thế Kamen Rider bị đánh bại và phá hủy băng máy tính của Anti Shocker Union, nhưng danh tính thực sự của anh ta được Hayato Ichimonji tiết lộ. Anh ta bị đánh bại bởi Kamen Rider 2 trong trận chiến xe đạp, nhưng vẫn sống sót. Sau đó, anh trở lại cùng với năm Shocker Rider khác và cùng nhau, họ thực hiện Rider Shooting về phía hai Kamen Rider, người sau đó trốn thoát và giữ Eidokugar làm con tin của Anti Shocker Union. Các Shocker Riders cố gắng phục kích hai Kamen Rider trong một cái bẫy tên là Namekujikinoko, nhưng, trong trận tái đấu đó, sau khi Rider 1 & 2 thực hiện Rider Wheel, Shocker Rider 1 bị phá hủy cùng với các Shocker Rider khác do bị đâm vào nhau khi họ cố gắng tấn công Double Riders trên không trung.
- Shocker Rider 2 (ショッカーライー2 Shokkā Raidā Nigō?, 92-94): là Shocker Rider thứ hai. Anh ấy có một chiếc khăn màu trắng. Shocker Rider 2 xuất hiện ở cuối tập 92, mạo danh Kamen Rider 1 trong Tachibana Racing Club. Tuy nhiên, Kamen Rider 1 đến và nhìn thấy anh ta. Shocker Rider 2 chiến đấu bên cạnh Eidokugar và cùng nhau, họ đánh bại Kamen Rider 1. Sau đó, anh trở lại cùng với năm Shocker Rider khác và cùng nhau, họ thực hiện Rider Shooting về phía hai Kamen Rider. Người sau đó trốn thoát và giữ Eidokugar làm con tin của Anti Shocker Union. Các Shocker Rider cố gắng phục kích hai Kamen Rider trong một cái bẫy, nhưng, trong trận tái đấu đó, Shocker Rider 2 bị phá hủy cùng với các Shocker Rider khác do bị đâm vào nhau khi họ cố gắng tấn công Double Riders giữa không trung.
- Shocker Rider 3 (ショッカーライー3 Shokkā Raidā Sangō?, 93 & 94): là một thành viên trong nhóm 6 Shocker Rider. Anh ấy có chiếc khăn màu xanh lá cây.
- Shocker Rider 4 (ショッカーライー4 Shokkā Raidā Yongō?, 93 & 94): là một thành viên trong nhóm 6 Shocker Rider. Anh ấy có chiếc khăn màu xanh da trời.
- Shocker Rider 5 (ショッカーライー5 Shokkā Raidā Gogō?, 93 & 94): là một thành viên trong nhóm 6 Shocker Rider. Anh ấy có chiếc khăn màu tím.
- Shocker Rider 6 (ショッカーライー6 Shokkā Raidā Rokugō?, 93 & 94): là một thành viên trong nhóm 6 Shocker Rider. Anh ấy có chiếc khăn màu hồng.

### Another
- Gel-Shocker Combatant (ゲルショッカー戦闘員 Geru-Shokkā Sentōin?): những người lính mặc trang phục màu vàng tím, bao phủ toàn bộ cơ thể từ đầu đến chân. Ngoài khả năng nguỵ trang tiêu chuẩn, họ còn có khả năng di chuyển từ nơi này đến nơi khác bằng cách biến thành tờ giấy rơi xuống chỗ nạn nhân mà không gây nghi ngờ và biến họ thành vô hình. Họ cũng có thể chất vượt trội so với người tiền nhiệm và hành động bạo lực hơn mà không làm giảm hiệu suất chiến đấu.
- Geldam Kaijin (ゲルダム団怪人 Gerudamu-dan Kaijin?): là những con quái vật Geldam gây hại cho con người trong Kamen Rider (1971). Chỉ xuất hiện Ganikomol (ガニコウモル Ganikōmoru?, 78-80) là một quái vật cua kết hợp với đôi cánh dơi. Nó có khả năng bay, bay của nó có khả năng và sức mạnh và phản xạ dường như đã vượt qua Kamen Rider 1. Nó cũng có khả năng phun khói khiến mục tiêu của nó trở thành bụi và nó cũng được sử dụng ở trên cơ thể Tōbei Tachibana, mà thực ra là Tổng Đen đã ngụy trang nó. Ganikomol là quái vật Geldam duy nhất thực sự xuất hiện trong truyện (những thứ khác xuất hiện sau khi tàn dư của Shocker và Geldam kết hợp lại). Nó đối mặt với Kamen Rider 1 nhiều lần như một đối thủ bí ẩn, phủ nhận là một quái vật Shocker. Nó cũng nói với Hongo về Shocker kaijin mà nó đang tìm kiếm là Unidogma. Nó cũng có thể chịu được New Cyclone Attack của Kamen Rider 1. Sau khi Shocker bị phá hủy và Gel-Shocker phát sinh, Ganikomol giết chết phần còn lại của Shocker Combatmen, những người cố gắng trốn thoát trước khi đối mặt với Rider 1 một lần nữa. Trong sự tuyệt vọng, Kamen Rider 1 chống lại cuộc tấn công của nó trong không trung, và tác động của cuộc tấn công tạo ra một vụ nổ dường như phá hủy cả hai.
- Gel-Shocker Kaijin (ゲルショッカー怪人 Geru-Shokkā Kaijin?): là những con quái vật Gel-Shocker, sự kết hợp các quái vật của cả hai tổ chức, gây hại cho con người trong Kamen Rider (1971) và là kẻ thù mà Kamen Rider 2, sau này là cùng với Kamen Rider 1, thường xuyên tiêu diệt. Chúng nguy hiểm và mạnh hơn đáng kể so với Shocker Kaijin. Một số quái vật trong số chúng có khả năng đánh bại Takeshi Hongo.

## Tập phim
| Episode | Tên tập phim                               | Tên tập phim                                        | Tên tập phim                                                      | Đạo diễn           | Biên kịch                             | Ngày phát sóng gốc   |
| Episode | Tiếng Nhật                                 | Phiên âm                                            | Tiếng Việt                                                        | Đạo diễn           | Biên kịch                             | Ngày phát sóng gốc   |
| ------- | ------------------------------------------ | --------------------------------------------------- | ----------------------------------------------------------------- | ------------------ | ------------------------------------- | -------------------- |
| 1       | 怪奇蜘蛛男                                 | Kaiki Kumo Otoko                                    | Spider Man bí ẩn                                                  | Koichi Takemoto    | Masaru Igami                          | 3 tháng 4 năm 1971   |
| 2       | 恐怖蝙蝠男                                 | Kyōfu Kōmori Otoko                                  | Bat Man đáng sợ                                                   | Itaru Orita        | Masaru Igami                          | 10 tháng 4 năm 1971  |
| 3       | 怪人さそり男                               | Kaijin Sasori Otoko                                 | Scorpion Man quái dị                                              | Koichi Takemoto    | Masaru Igami                          | 17 tháng 4 năm 1971  |
| 4       | 人喰いサラセニアン                         | Hitokui Sarasenian                                  | Sarracenian ăn thịt người                                         | Itaru Orita        | Shin'ichi Ichikawa & Masayuki Shimada | 24 tháng 4 năm 1971  |
| 5       | 怪人かまきり男                             | Kaijin Kamakiri Otoko                               | Mantis Man quái dị                                                | Hidetoshi Kitamura | Mari Takizawa                         | 1 tháng 5 năm 1971   |
| 6       | 死神カメレオン                             | Shinigami Kamereon                                  | Thần chết Chameleon Man                                           | Itaru Orita        | Masaru Igami                          | 8 tháng 5 năm 1971   |
| 7       | 死神カメレオン決闘！万博跡                 | Shinigami Kamereon Kettō! Banpaku Ato               | Grimreaper Chameleon: Đấu tay đôi! Trang web của hội chợ thế giới | Itaru Orita        | Masaru Igami                          | 15 tháng 5 năm 1971  |
| 8       | 怪異！蜂女                                 | Kaii! Hachi Onna                                    | Bee Woman kỳ quái                                                 | Hidetoshi Kitamura | Mari Takizawa                         | 22 tháng 5 năm 1971  |
| 9       | 恐怖コブラ男                               | Kyōfu Kobura Otoko                                  | Cobra Man đáng sợ                                                 | Minoru Yamada      | Katsuhiko Taguchi                     | 29 tháng 5 năm 1971  |
| 10      | よみがえるコブラ男                         | Yomigaeru Kobura Otoko                              | Cobra Man hồi sinh                                                | Minoru Yamada      | Katsuhiko Taguchi                     | 5 tháng 6 năm 1971   |
| 11      | 吸血怪人ゲバコンドル                       | Kyūketsu Kaijin Gebakondoru                         | Quái vật hút máu, Gebacondor                                      | Itaru Orita        | Takao Nagaishi                        | 12 tháng 6 năm 1971  |
| 12      | 殺人ヤモゲラス                             | Satsujin Yamogerasu                                 | Kẻ giết người, Yamogeras                                          | Itaru Orita        | Mari Takizawa                         | 19 tháng 6 năm 1971  |
| 13      | トカゲロンと怪人大軍団                     | Tokageron to Kaijin Dai Gundan                      | Tokageron và đội quân quái vật khổng lồ                           | Hidetoshi Kitamura | Masaru Igami                          | 26 tháng 6 năm 1971  |
| 14      | 魔人サボテグロンの襲来                     | Majin Saboteguron no Shūrai                         | Cuộc đột kích của quỷ Sabotegron                                  | Itaru Orita        | Masaru Igami                          | 3 tháng 7 năm 1971   |
| 15      | 逆襲サボテグロン                           | Gyakushū Saboteguron                                | Phản công, Sabotegron                                             | Itaru Orita        | Masaru Igami                          | 10 tháng 7 năm 1971  |
| 16      | 悪魔のレスラーピラザウルス                 | Akuma no Resurā Pirazaurusu                         | Đô vật của quỷ, Pirasaurus                                        | Itaru Orita        | Masaru Igami                          | 17 tháng 7 năm 1971  |
| 17      | リングの死闘倒せ！ピラザウルス             | Ringu No Shitō Taose! Pirazaurusu                   | Trận đấu tử thần trên võ đài: Đánh bại! Pirasaurus                | Itaru Orita        | Masaru Igami                          | 24 tháng 7 năm 1971  |
| 18      | 化石男ヒトデンジャー                       | Kaseki-Otoko Hitodenjā                              | Người hóa thạch: Hitodanger                                       | Minoru Yamada      | Mari Takizawa                         | 31 tháng 7 năm 1971  |
| 19      | 怪人カニバブラー北海道に現る               | Kaijin Kanibaburā Hokkaidō ni Arawaru               | Quái vật Kanibubbler xuất hiện ở Hokkaido                         | Itaru Orita        | Masayuki Shimada                      | 7 tháng 8 năm 1971   |
| 20      | 火を吹く毛虫怪人ドクガンダー               | Hi o Fuku Kemushi Kaijin Dokugandā                  | Quái vật sâu bướm thở ra lửa: Dokugander                          | Minoru Yamada      | Katsuhiko Taguchi                     | 14 tháng 8 năm 1971  |
| 21      | ドクガンダー 大阪城の対決！                | Dokugandā Ōsaka-jō no Taiketsu!                     | Dokugandar, cuộc đối đầu tại lâu đài Osaka                        | Minoru Yamada      | Katsuhiko Taguchi                     | 21 tháng 8 năm 1971  |
| 22      | 怪魚人アマゾニア                           | Kai Kyojin Amazonia                                 | Người cá đáng nghi Amazonia                                       | Minoru Yamada      | Masahiro Tsukada                      | 28 tháng 8 năm 1971  |
| 23      | 空飛ぶ怪人ムササビードル                   | Soratobu Kaijin Musasabīdoru                        | Quái vật bay trên trời Musasabeedle                               | Itaru Orita        | Masayuki Shimada                      | 4 tháng 9 năm 1971   |
| 24      | 猛毒怪人キノコモルグの出撃！               | Mōdoku Kaijin Kinokomorugu no Shutsugeki!           | Cuộc tấn công của quái vật cực độc Kinokomolg!                    | Minoru Yamada      | Mari Takizawa                         | 11 tháng 9 năm 1971  |
| 25      | キノコモルグを倒せ！                       | Kinokomorugu o Taose!                               | Đánh bại Kinokomorgu!                                             | Minoru Yamada      | Mari Takizawa                         | 18 tháng 9 năm 1971  |
| 26      | 恐怖のあり地獄                             | Kyōfu no Arijigoku                                  | Antlion Thunder đáng sợ                                           | Itaru Orita        | Masaru Igami                          | 25 tháng 9 năm 1971  |
| 27      | ムカデラス怪人教室                         | Mukaderasu Kaijin Shōshitsu                         | Lớp học quái vật Mukaderas                                        | Itaru Orita        | Masaru Igami                          | 2 tháng 10 năm 1971  |
| 28      | 地底怪人モグラング                         | Chitei Kaijin Mogurangu                             | Quái vật dưới lòng đất Mogurang                                   | Issaku Uchida      | Mari Takizawa                         | 9 tháng 10 năm 1971  |
| 29      | 電気怪人クラゲダール                       | Denki Kaijin Kuragedāru                             | Quái vật điện Kuragedarl                                          | Katsuhiko Taguchi  | Mari Takizawa                         | 16 tháng 10 năm 1971 |
| 30      | よみがえる化石吸血三葉虫                   | Yomegaeru Kaseki Kyūketsu San'yōchū                 | Hóa thạch hồi sinh, Zanburonzo hút máu                            | Issaku Uchida      | Mari Takizawa                         | 23 tháng 10 năm 1971 |
| 31      | 死斗！ありくい魔人アリガバリ               | Shitō! Arikui Majin Arigabari                       | Tử chiến! Ác quỷ Arigabari                                        | Katsuhiko Taguchi  | Masaru Igami                          | 30 tháng 10 năm 1971 |
| 32      | 人喰い花ドクダリアン                       | Hitokui Hana Dokudarian                             | Hoa ăn thịt người, Dokudahlian                                    | Itaru Orita        | Mari Takizawa                         | 6 tháng 11 năm 1971  |
| 33      | 鋼鉄怪人アルマジロング                     | Kōtetsu Kaijin Arumajirongu                         | Quái vật thép, Armadillong                                        | Katsuhiko Taguchi  | Masayuki Shimada                      | 13 tháng 11 năm 1971 |
| 34      | 日本危うし！ガマギラーの侵入               | Nihon Ayaushi! Gamagirā no Shinnyū                  | Nhật Bản nguy hiểm! Cuộc xâm lăng của Gamagirah                   | Minoru Yamada      | Mari Takizawa                         | 20 tháng 11 năm 1971 |
| 35      | 殺人女王蟻アリキメデス                     | Satsujin Joōari Arikimedesu                         | Nữ hoàng kiến giết người, Arikimedes                              | Katsuhiko Taguchi  | Masaru Igami                          | 27 tháng 11 năm 1971 |
| 36      | いきかえったミイラ怪人エジプタス           | Ikikaetta Miira Kaijin Ejiputasu                    | Quái vật xác ướp hồi sinh, Egyptus                                | Katsuhiko Taguchi  | Masayuki Shimada                      | 4 tháng 12 năm 1971  |
| 37      | 毒ガス怪人トリカブトのＧ作戦               | Dokugasu Kaijin Torikabuto no Jī Sakusen            | Kế hoạch G của quái vật khí độc Torikabuto                        | Itaru Orita        | Masayuki Shimada                      | 11 tháng 12 năm 1971 |
| 38      | 稲妻怪人エイキングの世界暗黒作戦           | Inazuma Kaijin Eikingu no Sekai Ankoku Sakusen      | Kế hoạch bóng tối thế giới của quái vật sét Eiking                | Katsuhiko Taguchi  | Masaru Igami                          | 18 tháng 12 năm 1971 |
| 39      | 怪人狼男の殺人大パーティー                 | Kaijin Ōkami Otoko no Satsujin Dai Pātī             | Bữa tiệc đại giết người của Werewolf                              | Minoru Yamada      | Masaru Igami                          | 25 tháng 12 năm 1971 |
| 40      | 死斗！怪人スノーマン対二人のライダー       | Shitō! Kaijin Sunōman Tai Futari no Raidā           | Tử chiến! Quái vật Snowman đấu với hai Riders                     | Minoru Yamada      | Masaru Igami                          | 1 tháng 1 năm 1972   |
| 41      | マグマ怪人ゴースター 桜島大決戦            | Maguma Kaijin Gōsutā Sakurajima Dai Kessen          | Quái vật Magma Ghoster, trận chiến quyết định tại Sakurajima      | Minoru Yamada      | Masaru Igami                          | 8 tháng 1 năm 1972   |
| 42      | 悪魔の使者 怪奇ハエ男                      | Akuma no Shisha Kaiki Hae Otoko                     | Sứ giả của quỷ, Fly Man bí ẩn                                     | Minoru Yamada      | Masayuki Shimada                      | 15 tháng 1 năm 1972  |
| 43      | 怪鳥人プラノドンの襲撃                     | Kai Chōjin Puranodon no Shūgeki                     | Cuộc tấn công của người chim bí ẩn Pranodon                       | Katsuhiko Taguchi  | Ikuro Suzuki                          | 22 tháng 1 năm 1972  |
| 44      | 墓場の怪人カビビンガ                       | Hakaba no Kaijin Kabibinga                          | Quái vật nghĩa địa, Kabibinga                                     | Katsuhiko Taguchi  | Mari Takizawa                         | 29 tháng 1 năm 1972  |
| 45      | 怪人ナメクジラのガス爆発作戦               | Kaijin Namekujira no Gasu Bakuhatsu Sakusen         | Kế hoạch nổ khí của Namekujira                                    | Minoru Yamada      | Takeo Oono                            | 5 tháng 2 năm 1972   |
| 46      | 対決！！雪山怪人ベアーコンガー             | Taiketsu!! Yukiyama Kaijin Beākongā                 | Cuộc thách đấu !! Quái vật núi tuyết Bearkonger                   | Masahiro Tsukada   | Masayuki Shimada                      | 12 tháng 2 năm 1972  |
| 47      | 死を呼ぶ氷魔人トドギラー                   | Shi o Yobu Kōri Majin Todogirā                      | Quỷ băng gọi tử thần Todogirah                                    | Katsuhiko Taguchi  | Fumio Ishimori                        | 19 tháng 2 năm 1972  |
| 48      | 吸血沼のヒルゲリラ                         | Kyūketsu Numa no Hirugerira                         | Đầm lầy hút máu của Hiruguerrilla                                 | Issaku Uchida      | Ikuro Suzuki                          | 26 tháng 2 năm 1972  |
| 49      | 人喰い怪人イソギンチャック                 | Hitokui Kaijin Isoginchakku                         | Quái vật ăn thịt người, Isoginchak                                | Issaku Uchida      | Kimiyuki Hasegawa                     | 4 tháng 3 năm 1972   |
| 50      | 怪人カメストーンの殺人オーロラ計画         | Kaijin Kamesutōn no Satsujin Ōrora Keikaku          | Chương trình bình minh giết người của Kamestone                   | Katsuhiko Taguchi  | Fumio Ishimori                        | 11 tháng 3 năm 1972  |
| 51      | 石怪人ユニコルノス対ダブルライダーキック   | Ishi Kaijin Yunikorunosu Tai Daburu Raidā Kikku     | Quái vật đá Unicornos đấu với Double Rider Kick                   | Minoru Yamada      | Kimiyuki Hasegawa                     | 18 tháng 3 năm 1972  |
| 52      | おれの名は怪鳥人ギルガラスだ！             | Ore no Na wa Kai Chōjin Girugarasu                  | Tên tôi là người chim bí ẩn Gilgalass                             | Issaku Uchida      | Masaru Igami                          | 25 tháng 3 năm 1972  |
| 53      | 怪人ジャガーマン決死のオートバイ戦         | Kaijin Jagāman Kesshi Ōtobai Ikusa                  | Cuộc chiến xe máy tử thần của Jaguarman                           | Minoru Yamada      | Masaru Igami                          | 1 tháng 4 năm 1972   |
| 54      | ユウレイ村の海蛇男                         | Yūrei Mura no Umihebi Otoko                         | Sea Serpent Man của ngôi làng ma quái                             | Katsuhiko Taguchi  | Masaru Igami                          | 8 tháng 4 năm 1972   |
| 55      | ゴキブリ男！！恐怖の細菌アドバルーン       | Gokiburi Otoko!! Kyōfu no Saikin Adobarūn           | Cockroach Man!! Bong bóng quảng cáo vi khuẩn đáng sợ              | Minoru Yamada      | Mari Takizawa                         | 15 tháng 4 năm 1972  |
| 56      | アマゾンの毒蝶ギリーラ                     | Amazon no Doku Chō Girīra                           | Bướm độc Gireera của Amazon                                       | Minoru Yamada      | Mari Takizawa                         | 22 tháng 4 năm 1972  |
| 57      | 土ぐも男ドクモンド                         | Tsuchigumo Otoko Dokumondo                          | Người đất Dokumondo                                               | Minoru Yamada      | Mari Takizawa                         | 29 tháng 4 năm 1972  |
| 58      | 怪人毒トカゲおそれ谷の決闘！！             | Kaijin Doku Tokage Osore Tani no Kettō!!            | Poison Lizard Man, đấu tay đôi trong Thung lũng sợ hãi!!          | Katsuhiko Taguchi  | Masayuki Shimada                      | 6 tháng 5 năm 1972   |
| 59      | 底なし沼の怪人ミミズ男！                   | Sokonashi Numa no Kaijin Mimizu Otoko!              | Quái vật đầm lầy không đáy, Earthworm Man!                        | Masahiro Tsukada   | Masayuki Shimada                      | 13 tháng 5 năm 1972  |
| 60      | 怪奇フクロウ男の殺人レントゲン             | Kaiki Fukurō Otoko no Satsujin Rentogen             | Tia X chết người của Owl Man bí ẩn                                | Issaku Uchida      | Mari Takizawa                         | 20 tháng 5 năm 1972  |
| 61      | 怪人ナマズギラーの電気地獄                 | Kaijin Namazugirā no Denki Jigoku                   | Địa ngục điện của Namazugiller                                    | Minoru Yamada      | Kimio Hirayama & Minoru Yamada        | 27 tháng 5 năm 1972  |
| 62      | 怪人ハリネズラス殺人どくろ作戦             | Kaijin Harinezurasu Satsujin Dokuro Sakusen         | Kế hoạch đầu lâu chết người của Harinezuras                       | Minoru Yamada      | Masaru Igami                          | 3 tháng 6 năm 1972   |
| 63      | 怪人サイギャング死のオートレース           | Kaijin Saigyangu Shi no Ōtorēsu                     | Cuộc tự tử của Saigang                                            | Masahiro Tsukada   | Masayuki Shimada                      | 10 tháng 6 năm 1972  |
| 64      | 怪人セミミンガみな殺しのうた！             | Kaijin Semiminga Mina Koroshi no Uta                | Bài hát chết người của Semiminga                                  | Masahiro Tsukada   | Masaru Igami                          | 17 tháng 6 năm 1972  |
| 65      | 怪人昆虫博士とショッカースクール           | Kaijin Konchū-hakase to Shokkā Sukūru               | Kabutorong quái dị và trường Shocker                              | Issaku Uchida      | Masaru Igami                          | 24 tháng 6 năm 1972  |
| 66      | ショッカー墓場よみがえる怪人たち           | Shokkā Hakaba Yomigaeru Kaijin-tachi                | Nghĩa địa Shocker, quái vật hồi sinh                              | Masahiro Tsukada   | Masaru Igami                          | 1 tháng 7 năm 1972   |
| 67      | ショッカー首領出現！！ライダー危うし       | Shokkā Shuryō Shutsugen!! Raidā Ayaushi             | Thủ lĩnh Shocker xuất hiện! Riders gặp nguy                       | Masahiro Tsukada   | Masaru Igami                          | 8 tháng 7 năm 1972   |
| 68      | 死神博士恐怖の正体？                       | Shinigami Hakase Kyōfu no Shōtai?                   | Doctor Death, ý nghĩa thực sự của sự kinh hãi?                    | Minoru Yamada      | Masaru Igami                          | 15 tháng 7 năm 1972  |
| 69      | 怪人ギラーコオロギせまる死のツメ           | Kaijin Girākōrogi Semaru Shi no Tsume               | Móng vuốt tử thần của Gillerkorogi                                | Minoru Yamada      | Masayuki Shimada                      | 22 tháng 7 năm 1972  |
| 70      | 怪人エレキボタル火の玉攻撃！！             | Kaijin Erekibotaru Hi no Tama Kōgeki!!              | Cuộc tấn công bằng quả cầu lửa của Elekibotaru                    | Masahiro Tsukada   | Gorou Okeya                           | 29 tháng 7 năm 1972  |
| 71      | 怪人アブゴメス六甲山大ついせき！           | Kaijin Abugomesu Rokkōsan DaiTsuiseki!              | Cuộc săn tìm núi Rokkoudai của Abugomens                          | Masahiro Tsukada   | Masaru Igami                          | 5 tháng 8 năm 1972   |
| 72      | 吸血モスキラス対二人ライダー               | Kyūketsu Mosukirasu Tai Futari Raidā                | Mosquiras đấu tay đôi với hai Riders                              | Minoru Yamada      | Ikuro Suzuki                          | 12 tháng 8 năm 1972  |
| 73      | ダブルライダー 倒せ！シオマネキング        | Daburu Raidā Taose! Shiomanekingu                   | Thất bại của Double Riders! Shiomaneking                          | Minoru Yamada      | Ikuro Suzuki                          | 19 tháng 8 năm 1972  |
| 74      | 死の吸血魔 がんばれ！！ライダー少年隊      | Shi no Kyūketsu Ma Ganbare!! Raidā Shōnen Tai       | Quái vật hút máu chết người !! Chúc may mắn, Rider Boys' Squad    | Masahiro Tsukada   | Masaru Igami                          | 26 tháng 8 năm 1972  |
| 75      | 毒花怪人バラランガ 恐怖の家の秘密          | Doku Hana Kaijin Bararanga Kyōfu no Uchi no Himitsu | Quái vật hoa độc Bararanga - Bí mật của ngôi nhà khủng bố         | Masahiro Tsukada   | Ikuro Suzuki                          | 2 tháng 9 năm 1972   |
| 76      | 三匹の発電怪人シードラゴン！！             | Sanbiki no Hatsuden Kaijin Shīdoragon!!             | Ba đầu của quái vật phát điện Seadragons!!                        | Minoru Yamada      | Fumio Ishimori                        | 9 tháng 9 năm 1972   |
| 77      | 怪人イモリゲスじごく牧場の決闘！！         | Kaijin Imorigesu Jigoku Bokujō no Kettō!!           | Imoriges, đấu tay đôi tại trang trại địa ngục!!                   | Masahiro Tsukada   | Masaru Igami                          | 16 tháng 9 năm 1972  |
| 78      | 恐怖のウニドグマ＋ゆうれい怪人             | Kyōfu no Unidoguma + Yūrei Kaijin                   | Unidogma đáng sợ + Quái vật ma quái                               | Masahiro Tsukada   | Masaru Igami                          | 23 tháng 9 năm 1972  |
| 79      | 地獄大使！！恐怖の正体？                   | Jigoku Taishi!! Kyōfu no Shōtai?                    | Ambassador Hell!! Ý nghĩa thực sự của nỗi sợ hãi?                 | Masahiro Tsukada   | Masaru Igami                          | 30 tháng 9 năm 1972  |
| 80      | ゲルショッカー出現！仮面ライダー最後の日!! | Gerushokkā Shutsugen! Kamen Raidā Saigo no Hi!!     | Gel-Shocker xuất hiện! Ngày tàn của Kamen Rider!!                 | Minoru Yamada      | Masaru Igami                          | 7 tháng 10 năm 1972  |
| 81      | 仮面ライダーは二度死ぬ！                   | Kamen Raidā wa Nido Shinu!                          | Kamen Rider chết hai lần!                                         | Minoru Yamada      | Masaru Igami                          | 14 tháng 10 năm 1972 |
| 82      | 怪人クラゲウルフ恐怖のラッシュアワー       | Kaijin Kurage Urufu Kyōfu no Rasshuawā              | Jellywolf, giờ cao điểm đáng sợ                                   | Masahiro Tsukada   | Masayuki Shimada                      | 21 tháng 10 năm 1972 |
| 83      | 怪人イノカブトン発狂ガスでライダーを倒せ   | Kaijin Inokabuton Hakkyō Gasu de Raidā o Taose      | Boarbeeton, đánh bại Rider bằng Crazy Gas                         | Masahiro Tsukada   | Fumio Ishimori                        | 28 tháng 10 năm 1972 |
| 84      | 危うしライダー！イソギンジャガーの地獄罠   | Ayaushi Raidā! Isoginjagā no Jigoku Wana            | Coi chừng, Rider! Bẫy địa ngục của Isoginjaguar                   | Shotaro Ishimori   | Shotaro Ishimori & Masayuki Shimada   | 4 tháng 11 năm 1972  |
| 85      | ヘドロ怪人恐怖の殺人スモッグ               | Hedoro Kaijin Kyōfu no Satsujin Sumoggu             | Utsubogames giết người đáng sợ                                    | Minoru Yamada      | Masayuki Shimada                      | 11 tháng 11 năm 1972 |
| 86      | 怪人ワシカマギリの人間狩                   | Kaijin Washikamagiri no Ningen Kari                 | Cuộc săn người của Washikamagiri                                  | Minoru Yamada      | Mari Takizawa                         | 18 tháng 11 năm 1972 |
| 87      | ゲルショッカー死の配達人                   | Gerushokkā Shi no Haitatsunin                       | Người giao cái chết của Gel-Shocker                               | Masahiro Tsukada   | Masaru Igami                          | 25 tháng 11 năm 1972 |
| 88      | 怪奇！血をよぶ黒猫の絵                     | Kaiki! Chi o Yobu Kuroneko no E                     | Kỳ quái! Hình ảnh con mèo đen gọi máu                             | Masahiro Tsukada   | Masayuki Shimada                      | 2 tháng 12 năm 1972  |
| 89      | 恐怖のペット作戦 ライダーを地獄へ落とせ！  | Kyōfu no Petto Sakusen Raidā o Jigoku e Otose!      | Chiến lược thú cưng của Fear, thả Rider xuống địa ngục!           | Minoru Yamada      | Fumio Ishimori                        | 9 tháng 12 năm 1972  |
| 90      | 恐怖のペット作戦 ライダーＳＯＳ            | Kyōfu no Petto Sakusen Raidā Esu Ō Esu              | Chiến lược thú cưng của Fear, tín hiệu SOS của Rider              | Minoru Yamada      | Fumio Ishimori                        | 16 tháng 12 năm 1972 |
| 91      | ゲルショッカー恐怖学校に入学せよ           | Gerushokkā Kyōfu Gakkō ni Nyūgaku Seyo              | Gel-Shocker, ghi danh vào trường khủng bố                         | Masahiro Tsukada   | Masaru Igami                          | 23 tháng 12 năm 1972 |
| 92      | 凶悪！にせ仮面ライダー！！                 | Kyōaku! Nise Kamen Raidā!!                          | Tàn bạo! Kamen Riders giả mạo!!                                   | Masahiro Tsukada   | Masaru Igami                          | 30 tháng 12 năm 1972 |
| 93      | ８人の仮面ライダー                         | Hachinin no Kamen Raidā                             | 8 Kamen Riders                                                    | Minoru Yamada      | Masaru Igami                          | 6 tháng 1 năm 1973   |
| 94      | ゲルショッカー首領の正体                   | Gerushokkā Shuryō no Shōtai                         | Hình dạng thực sự của thủ lĩnh Gel-Shocker                        | Minoru Yamada      | Masaru Igami                          | 13 tháng 1 năm 1973  |
| 95      | 怪人ガラオックスの空飛ぶ自動車             | Kaijin Garaokkusu no Sora Tobu Jidōsha              | Xe bay trên không của Garaox                                      | Atsuo Okunaka      | Masayuki Shimada                      | 20 tháng 1 năm 1973  |
| 96      | 本郷猛 サボテン怪人にされる！？            | Hongō Takeshi Saboten Kaijin ni Sareru!?            | Takeshi Hongo, Sabotenbat bị khám phá!?                           | Atsuo Okunaka      | Fumio Maruyama                        | 27 tháng 1 năm 1973  |
| 97      | 本郷猛変身不可能                           | Hongō Takeshi Henshin Funō                          | Takeshi Hongo, không thể biến hình                                | Masahiro Tsukada   | Masaru Igami                          | 3 tháng 2 năm 1973   |
| 98      | ゲルショッカー全滅！首領の最後！！         | Gerushokkā Zenmetsu! Shuryō no Saigo!!              | Gel-Shocker bị tiêu diệt! Cái kết của The Leader!!                | Masahiro Tsukada   | Masaru Igami                          | 10 tháng 2 năm 1973  |

## Movie

### Movie
- 1971: Go Go Kamen Rider (ゴーゴー仮面ライダー Gō Gō Kamen Raidā?) - phiên bản phim của tập 13.
- 1972: Kamen Rider vs. Shocker (仮面ライダー対ショッカー Kamen Raidā Tai Shokkā?)
- 1972: Kamen Rider vs. Ambassador Hell (仮面ライダー対じごく大使 Kamen Raidā Tai Jigoku-taishi?)
- 2005: Kamen Rider: The First (仮面ライダー THE FIRST Kamen Raidā Za Fāsuto?)

### TV special
- 1993: Ultraman vs. Kamen Rider (ウルトラマンVS仮面ライダー Urutoraman tai Kamen Raidā?)

## Diễn viên
- Kunihiro Fujioka / Hiroshi Fujioka (藤岡邦弘/藤岡弘、 Fujioka Kunihiro / Fujioka Hiroshi?): Takeshi Hongo
- Takeshi Sasaki (佐々木剛 Sasaki Takeshi?): Hayato Ichimonji
- Akiji Kobayashi / Shōji Kobayashi / Issei Mori (小林昭二 Kobayashi Akiji?): Tōbei Tachibana
- Mitsuho Maeda / Jiro Chiba (前田満穂/千葉治郎 Maeda Mitsuho / Chiba Jirō?): Kazuya Taki
- Jiro Miyaguchi (宮口二郎 Miyaguchi Jirō?): Oberst Zol
- Hideyo Amamoto / Eisei Amamoto (天本英世 Amamoto Hideyo?): Doctor Death
- Kenji Ushio (潮健児 Ushio Kenji?): Ambassador Hell
- Matasaburo Niwa (丹羽又三郎 Niwa Matasaburō?): General Black
- Kiyoshi Nonomura (野々村潔 Nonomura Kiyoshi?): Professor Hiroshi Midorikawa
- Chieko Morigawa / Chieko Maki (森川千恵子/真樹千恵子 Morigawa Chieko / Maki Chieko?): Ruriko Midorikawa
- Yoko Shimada (島田陽子 Shimada Yōko?): Hiromi Nohara
- Jo Honda (本田じょう Honda Jō?): Shiro
- Wakako Oki (沖わか子 Oki Wakako?): Yuri
- Linda Yamamoto (山本リンダ Yamamoto Rinda?): Mari
- Katsumi Nakajima (中島かつみ Nakajima Katsumi?): Michi
- Emily Takami (高見エミリー Takami Emirī?): Emi
- Yoko Sugibayashi (杉林陽子 Sugibayashi Yōko?): Mika
- Machiko Nakajima (中島マチ子/中島真智子 Nakajima Machiko?): Tokko
- Yoshiko Nakada (中田喜子 Nakada Yoshiko?): Yokko
- Mimi Hagiwara / Mimy (ミミ萩原/ミミー Mimi Hagiwara  /Mimī?): Choko
- Yasuharu Miura (三浦康晴 Miura Yasuharu?): Goro Ishikura
- Tomonori Yazaki (矢崎知紀 Yazaki Tomonori?): Naoki
- Hoichi Yamada (山田芳一 Yamada Hōichi?): Mitsuru
- Willie Dorsey (ウィリー・ドーシー U~irī Dōshī?): Mohammed
- Jacques Enghien / A. Enghien (A・ウンガン A Ungan?): Dr. Heinrich
- Shigeko Arai (新井茂子 Arai Shigeko?): Ritsuko Ayanokoji
- Annu Mari (真理アンヌ Mari Annu?): Maya
- Akira Harada (原田明 Harada Akira?): Hurricane Joe
- Tadashi Araki (阿良木正 Araki Tadashi?): Doctor D
- Goro Naya (納谷悟朗 Naya Gorō?): Great Leader of Shocker / Gel-Shocker (giọng nói)
- Yoshitaka Sato/Shinji Nakae (佐藤良孝/中江真司 Satō Yoshitaka/Nakae Shinji?) - Người dẫn chuyện.

## Nhạc phim
Opening themes
- "Let's Go!! Rider Kick" (レッツゴー!!ライダーキック Rettsu Gō!! Raidā Kikku?)
  - Lyrics: Shōtarō Ishinomori
  - Composition & Arrangement: Shunsuke Kikuchi
  - Artist: Hiroshi Fujioka with Male Harmony (メール・ハーモニー Mēru Hāmonī?)
  - Episodes: 1-13
- "Let's Go!! Rider Kick" (レッツゴー!!ライダーキック Rettsu Gō!! Raidā Kikku?)
  - Lyrics: Shōtarō Ishinomori
  - Composition & Arrangement: Shunsuke Kikuchi
  - Artist: Masato Shimon (as Kōichi Fuji) with Male Harmony
  - Episodes: 14-88
- "Rider Action" (ライダーアクション Raidā Akushon?)
  - Lyrics: Shōtarō Ishinomori
  - Composition & Arrangement: Shunsuke Kikuchi
  - Artist: Masato Shimon
  - Episodes: 89–98

Ending themes
- "Kamen Rider no Uta" (仮面ライダーの歌 Kamen Raidā no Uta?, "The Song of Kamen Rider")
  - Lyrics: Saburō Yatsude
  - Composition & Arrangement: Shunsuke Kikuchi
  - Artist: Masato Shimon (as Kōichi Fuji) with Male Harmony
  - Episodes: 1–71
- "Rider Action" (ライダーアクション Raidā Akushon?)
  - Lyrics: Shōtarō Ishinomori
  - Composition & Arrangement: Shunsuke Kikuchi
  - Artist: Masato Shimon
  - Episodes: 72–88
- "Lonely Kamen Rider" (ロンリー仮面ライダー Ronrī Kamen Raidā?)
  - Lyrics: Mamoru Tanaka
  - Composition & Arrangement: Shunsuke Kikuchi
  - Artist: Masato Shimon
  - Episodes: 89–98

## Other media

### Manga
Nhiều manga dựa trên bản gốc loạt Kamen Rider đã được công bố, nhưng chỉ có một được viết và vẽ bởi Ishinomori. Ishinomori cũng là tác giả của một chương Kamen Rider Amazon manga và toàn bộ Kamen Rider Black manga. Tuy nhiên, manga được dựa trên phần tiếp theo của Kamen Rider, chứ không phải là bản gốc.
Bản gốc manga, được công bố vào năm 1971, ban đầu đi theo con đường tương tự như vài tập đầu tiên của bộ phim truyền hình, từ cốt truyện cơ bản đến thiết kế sinh vật. Tuy nhiên, khi Hongo rời khỏi câu chuyện, hình thành hàng loạt các bất đồng đáng kể. Trong chương trình truyền hình, Hongo đi nước ngoài để chống lại Shocker ở các nước khác, để lại sự bảo vệ Nhật Bản cho Hayato Ichimonji, một người quay phim tự do đã được thử nghiệm bởi Shocker nhưng được cứu bởi Hongo, trở thành Kamen Rider thứ hai. Trong manga, Hongo không bao giờ rời khỏi Nhật Bản. Ông đã phải đối mặt với mười hai "Shocker Riders" và sau đó đã bị trọng thương trong trận chiến chống lại chúng. Hayato Ichimonji, một trong mười hai Shocker Riders, nhận một chấn thương đầu trong cuộc chiến và phục hồi lương tâm của mình như là một kết quả. Sau đó anh quay lại Shocker và cứu thành công Hongo với vai trò như một Kamen Rider. Bất chấp những thiệt hại đối với cơ thể của mình, Hongo vẫn sống sót và hướng dẫn Ichimonji, hai người hòa làm một trong cuộc chiến chống lại Shocker.
Hongo cuối cùng được trả về như một Rider trong cả hai câu chuyện, nhưng bắt đầu với Hayato là một nhân vật phản diện, thậm chí phát triển câu chuyện cơ bản gặp rất nhiều bất đồng giữa hai phiên bản. Manga miêu tả một cuộc chiến dường như vô vọng chống lại Shocker, một tổ chức có quan hệ với âm mưu của chính phủ mà dường như lớn hơn nhiều so với một trong hai Riders. Trong khi đó chương trình truyền hình lại miêu tả Riders như anh hùng đủ mạnh để lật đổ Shocker, chỉ để nhìn thấy nó được thay thế bởi các tổ chức tương tự do lãnh đạo bí ẩn của Shocker. Shocker Riders xuất hiện trong bộ phim truyền hình cũng vậy, nhìn chúng khác nhau và có khả năng khác nhau chứ không giống như manga, chúng có ngoại hình giống nhau và khả năng như nhau. Ngoài ra chỉ còn có sáu Shocker Riders, chứ không phải là 12 như trong manga.
1. Kamen Rider (manga) (仮面ライダー Kamen Raidā?)
2. Kamen Rider (TV Magazine manga) (仮面ライダー Kamen Raidā?)
3. Kamen Rider (Adventure King manga) (仮面ライダー Kamen Raidā?)
4. Kamen Rider (Tanoshi Youchien manga) (仮面ライダー Kamen Raidā?)
5. Kamen Rider (O Tomodachi manga) (仮面ライダー Kamen Raidā?)
6. Kamen Rider (Disneyland manga) (仮面ライダー Kamen Raidā?)
7. Kamen Rider (1978 manga) (仮面ライダー Kamen Raidā?)

### S.I.C. Hero Saga
1. Missing Link
2. Special Episode: Escape (SPECIAL EPISODE -脱出- SPECIAL EPISODE: Dasshutsu?)
3. From Here to Eternity (ここより永遠に Koko yori Towa ni?)
4. Kamen Rider: Episode 99 (仮面ライダー #99 Kamen Raidā Dai Kyūjukyū?)

### Novel
1. Kamen Rider Eve -Masked Rider Gaia- (仮面ライダーEVE-MASKED RIDER GAIA-?)
2. Kamen Rider: 1971-1973 (仮面ライダー 1971-1973?)

### Stageshows
1. Kamen Rider: A Combatman's Diary (仮面ライダー 戦闘員日記 Kamen Raidā Sentō-in Nikki?)

## Sự trở lại
Một số diễn viên trong bộ phim này đã xuất hiện trước khi Kamen Rider sản xuất. Hiroshi Miyauchi đóng Tōbei Tachibana, một nhân vật đã từng xuất hiện trong rất nhiều chương trình Kamen Rider khác, hoạt động như một loại hình cho Riders. Miyauchi được biết đến với vai các nhân vật trong năm 1973 của Kamen Rider V3 . Hassei Takano, người miêu tả Hayato Ichimonji (Kamen Rider 2) trong bộ phim, cũng đóng vai Miyuki Tezuka (Kamen Rider Raia) trong năm 2002 hàng loạt Kamen Rider Ryuki . Hideyo Amamoto tái xuất trong vai trò Tiến sĩ Shinigami qua đoạn phim lưu trữ từ bản gốc Kamen Rider series.
Các phi hành đoàn của The First cũng có nhiều khuôn mặt trở về. Giám đốc Takao Nagaishi là một đạo diễn tokusatsu lâu năm đã chỉ đạo nhiều tập của 2006s Kamen Rider Kabuto. Nagaishi cũng là một trợ lý giám đốc trong ban Kamen Rider series. Bộ phim được viết bởi Toshiki Inoue, một nhân vật cố định phổ biến trong anime và tokusatsu màn hình văn bản. Ông đã viết hầu như mỗi bộ phim sân khấu trong Kamen Rider nhượng quyền thương mại, cũng như tất cả các tập phim của Kamen Rider Agito (ngoại trừ một) và Kamen Rider 555. Ông cũng từng là một nhà văn về Kamen Rider Kuuga, Kamen Rider Ryuki, Kamen Rider Blade, và Kamen Rider Hibiki. Inoue là con trai nuôi của cố nhà văn Masaru Igami, người cũng từng là nhà văn trưởng cho bản gốc Kamen Rider loạt như Kamen Rider V3, Kamen Rider Stronger, và New Kamen Rider .

## Sự khác nhau giữa phim và truyền hình
- Bộ phim có rất nhiều yếu tố từ phim truyền hình ban đầu mà lây lan qua từ đầu đến cuối, mặc dù một số các cuộc xung đột với thời gian của bộ phim. Hongo Takeshi ban đầu đã phải đi xe gắn máy của mình ở tốc độ cao để tăng sức mạnh vành đai bão của mình và biến đổi thành dạng Rider của mình trong khi Ichimonji Hayato đã có thể cấp năng lượng cho Typhoon của phong trào cánh tay. Mặc dù Hongo đã có thể làm như vậy cuối cùng, phiên bản phim có thể làm điều đó ngay từ đầu.
- Các Riders Henshin phong trào cũng là khác nhau từ các loạt thực tế. Trong phim, Hongo và Ichimonji thực hiện một loạt các tay vẫy phong cách, sau đó nhảy vào không trung để hoàn thành việc chuyển đổi. Trong bộ phim này, họ chỉ cần mở lên áo jacket da của họ (hoặc áo polo, trong một số trường hợp của Ichimonji), tiết lộ vành đai bão (và áo giáp của họ), sau đó chụp trên mũ bảo hiểm và faceplates trên đầu của họ để biến đổi. Những phong trào này được thực hiện sau này trong các bộ phim, nhưng chủ yếu là tư thế chỉ phô trương mà không có kết nối để chuyển đổi của họ.
- Tiến sĩ Shinigami xuất hiện ngay từ đầu của bộ phim, mặc dù trong loạt phim gốc, anh xuất hiện sau sự thất bại của Đại tá Zol, Tổng Shocker đầu tiên.
- Các nhân vật của Hayato Ichimonji đã được viết lại hoàn toàn. Trong bộ phim truyền hình, Ichimonji là một nhiếp ảnh gia người đã bị bắt cóc để trở nên mới Kamen Rider Shocker, mặc dù ông đã được cứu bởi Takeshi Hongo trước khi ông có thể bị tẩy não; hai là đồng minh từ đầu. Trong phim, Ichimonji ban đầu Katsuhiko Yano, người yêu của Asuka Midorikawa. Katsuhiko đã bị giết bởi Spider, và Hongo / Hopper đã được đóng khung cho nó. xác chết Katsuhiko đã được phục hồi và trở thành một người máy tương tự như Hongo. Bộ não của ông đã thay đổi để tin rằng ông là một người đàn ông tên là Hayato Ichimonji trong cạnh tranh cho tình cảm của Asuka. Ichimonji ban đầu phục vụ như là kẻ thù của Hongo, và sau đó là một đồng minh do dự. Ông biến mất ở cuối của bộ phim, để lại chiếc mũ bảo hiểm của mình trên đường.
- Asuka Midorikawa chia sẻ tên cuối cùng là một trong những giáo sư Hongo của những người đã từng làm việc cho Shocker, Giáo sư Midorikawa. Trong loạt phim gốc, đó là Giáo sư Midorikawa người tiết kiệm Hongo trước khi ông có thể phải chịu phẫu thuật não bằng cách cung cấp sự phân tâm cho phép Hongo trốn thoát, chỉ để cuối cùng bị sát hại bởi các Spider. Asuka cũng chia sẻ một sự tương đồng với con gái của giáo sư Midorikawa, Ruriko; cả hai đã chứng kiến cái chết của những người thân của họ được tôn trọng yêu thương (Giáo sư Midorikawa cho Ruriko, là người cha của cô, và Katsuhiko Yano cho Asuka, là người chồng chưa cưới) với đôi mắt của mình và suy nghĩ ban đầu rằng Hongo là để đổ lỗi cho nó. Cả hai người họ cuối cùng phát hiện ra sự thật và đã tha thứ cho Hongo.

## Other Songs
- Tatakae! Cyclone
- Kaettekuru Rider
- Akuma no Shocker
- Rider No Komoriuta
- Kaijin no Uta
- Kamen Rider Kazoeuta
- Bokura No Kamen Rider
- Oh! Shocker
- Kamen Rider Christmas